# Otaru
Otaru (小樽市?, Otaru-shi) è una città portuale che si affaccia sul Mar del Giappone e ricade sotto la giurisdizione della sottoprefettura di Shiribeshi. È situata nella zona sud-occidentale della prefettura di Hokkaidō, in Giappone. La città si trova lungo la costa della baia di Ishikari, e per molto tempo è stato il porto principale. Con i suoi numerosi monumenti storici, Otaru è un'importante località turistica. Inoltre, grazie alla vicinanza con Sapporo, negli ultimi tempi è diventata un'importante comunità suburbana della città.

## Storia
La città era inizialmente popolata dagli Ainu, la popolazione indigena dell'Hokkaido, e il nome "Otaru" probabilmente è di origine ainu e significa "fiume che scorre per una spiaggia sabbiosa". I pochi resti della cava di Temiya contengono alcune incisioni del periodo Zoku-Jōmon, attorno all'anno 400.
Otaru venne riconosciuta come villaggio durante il bakufu nel 1865, e nel 1880 venne completata la prima ferrovia dell'Hokkaido, che collegava Otaru a Sapporo. La città fiorì come centro finanziario dell'Hokkaido e porto finanziario finché il Giappone controllava la parte meridionale dell'isola di Sachalin fino al termine degli anni venti del 1900. Nel 1922, Otaru venne insignita del titolo di città.
Il 26 dicembre 1924, un treno merci trasportante 600 casse di dinamite esplose nella stazione di Temiya, danneggiando i magazzini e le installazioni portuali nei dintorni. Gli ufficiali locali parlano di 94 morti e circa 200 feriti. Dagli anni cinquanta l'industria del carbone attorno alla città entrò in declino, e lo status di centro economico passò da Otaru a Sapporo.

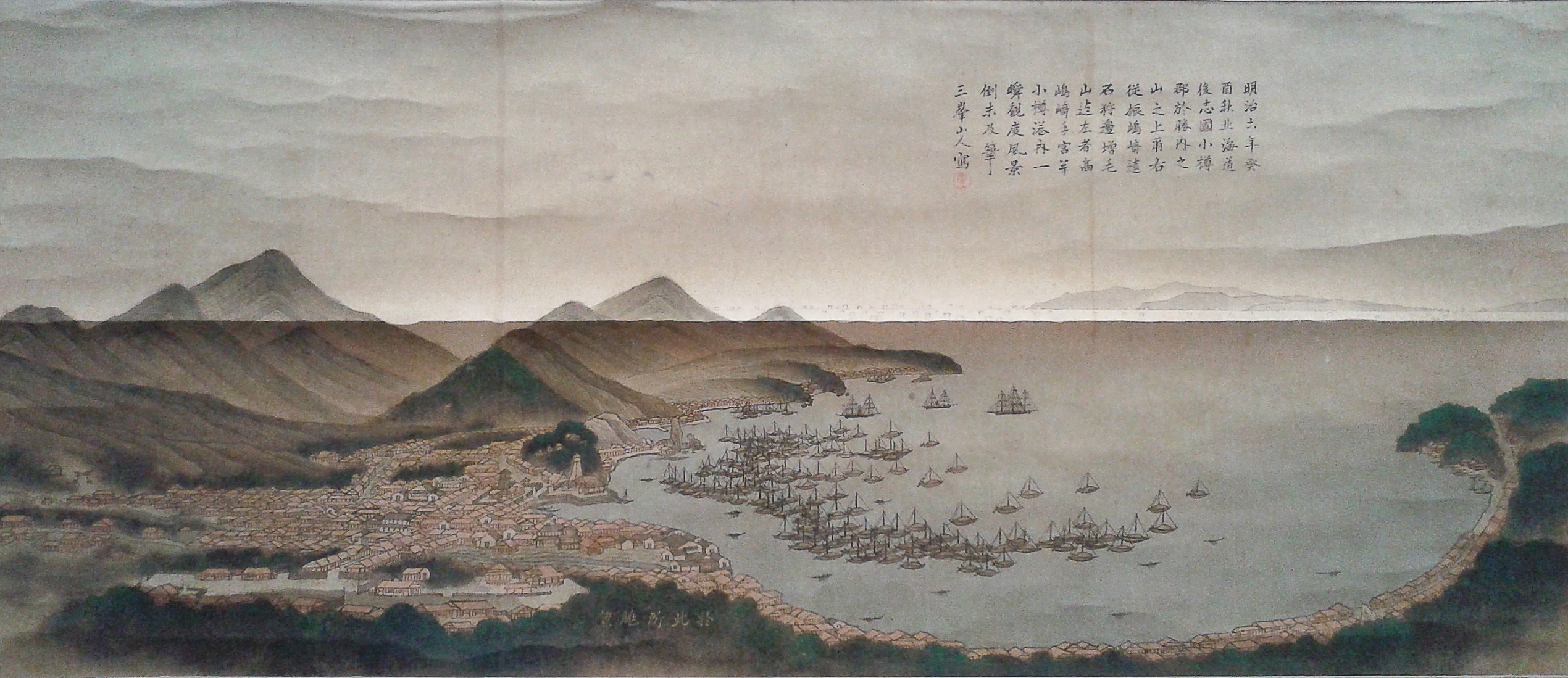
Otaru alla fine del XIX secolo.
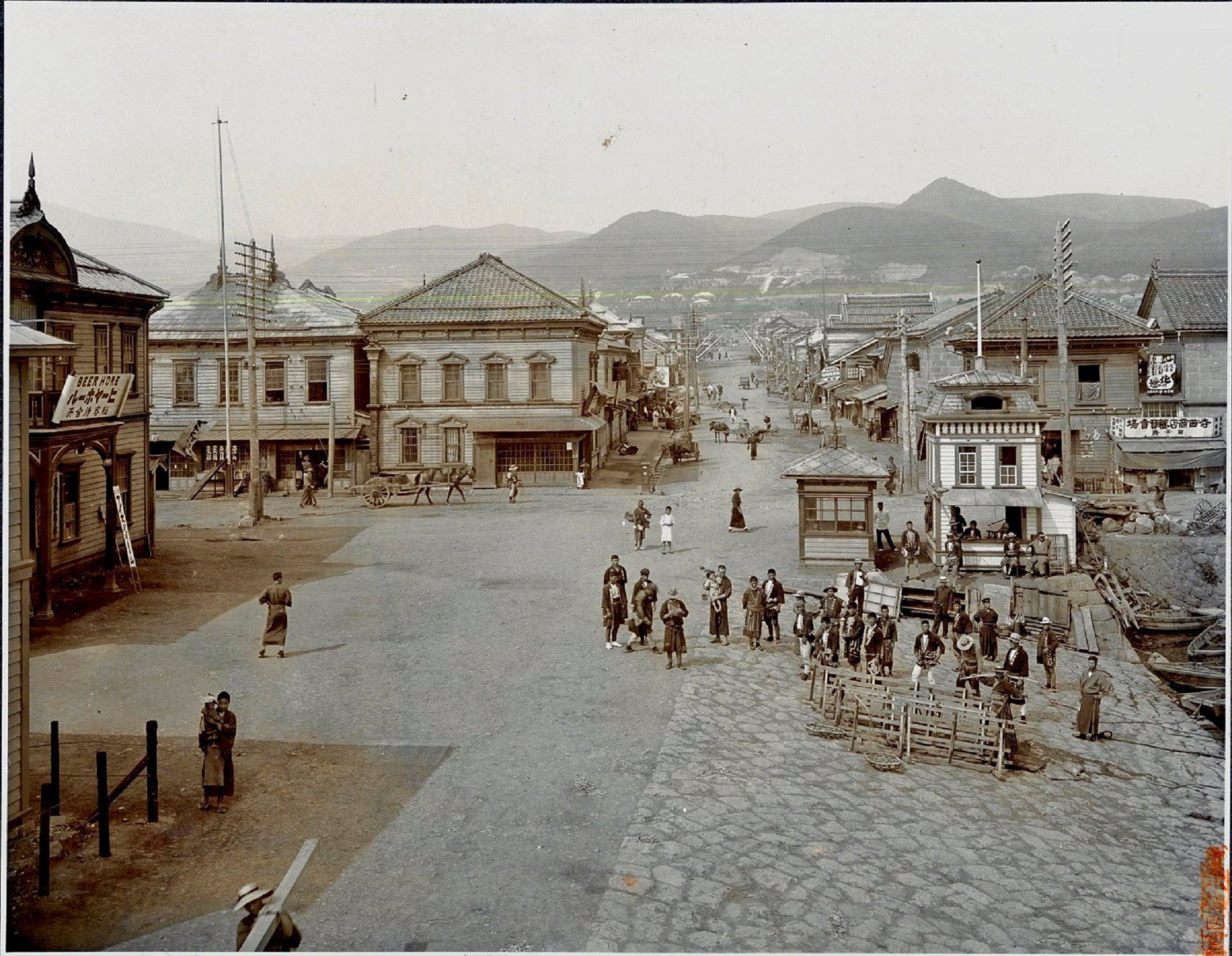
Otaru nel 1909.
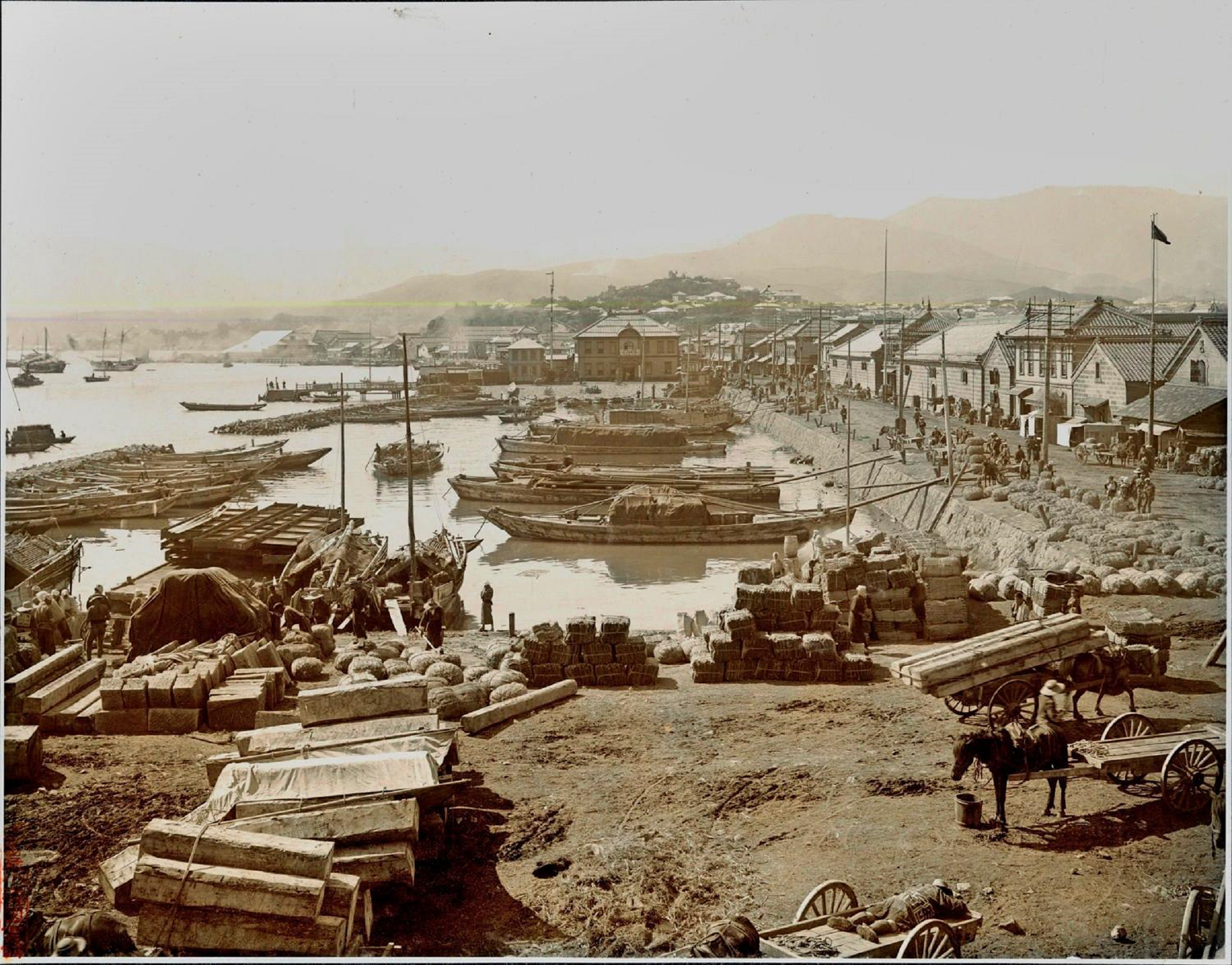
Porto di Otaru nel 1909.
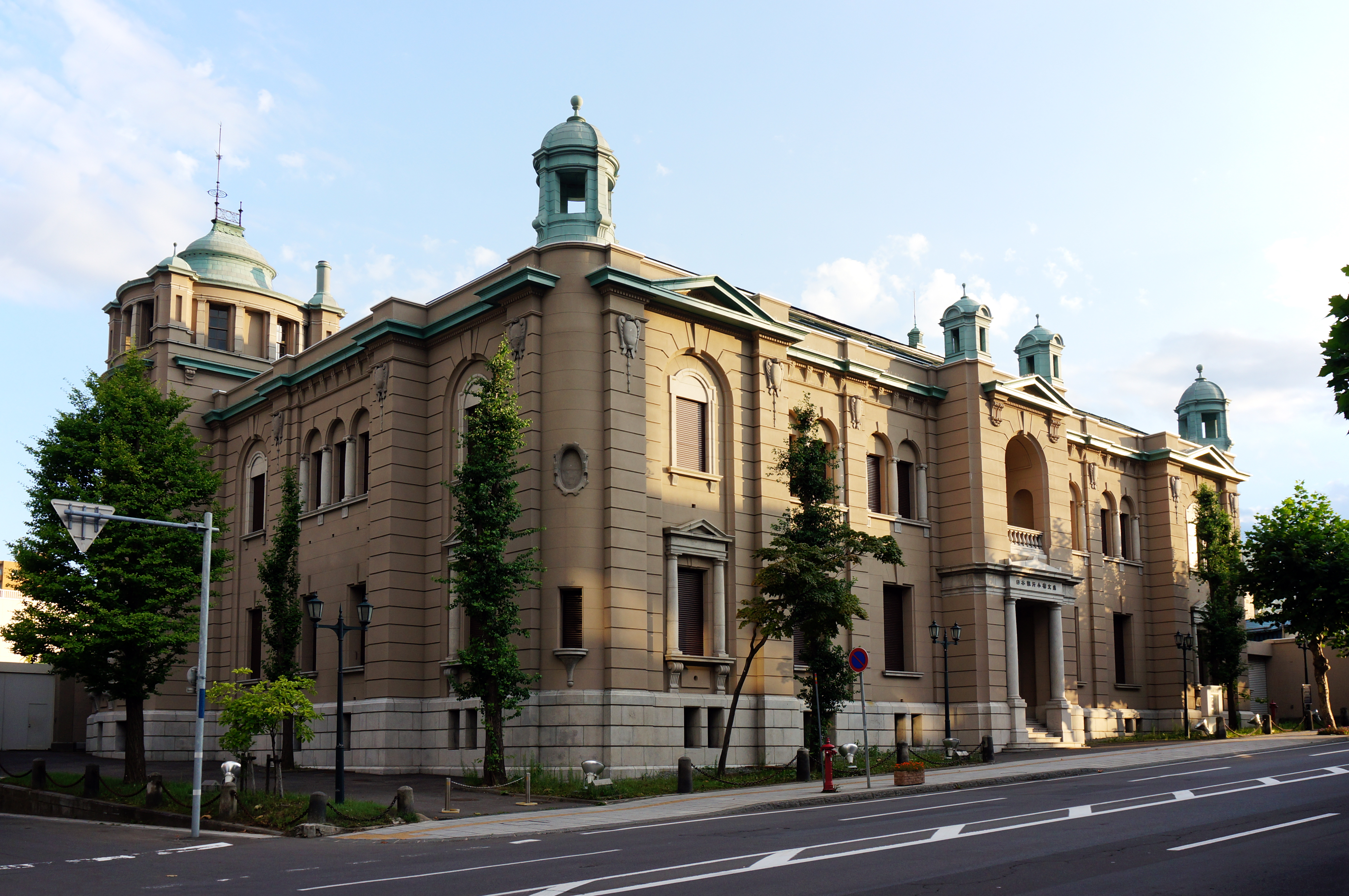
Ex filiale di Bank of Japan Otaru, ora sede del Museo Otaru della Bank of Japan.

## Clima
| Otaru (1991-2020) Fonte: JMA     | Mesi         | Mesi         | Mesi         | Mesi        | Mesi        | Mesi        | Mesi        | Mesi        | Mesi        | Mesi        | Mesi        | Mesi         | Stagioni | Stagioni | Stagioni | Stagioni | Anno    |
| Otaru (1991-2020) Fonte: JMA     | Gen          | Feb          | Mar          | Apr         | Mag         | Giu         | Lug         | Ago         | Set         | Ott         | Nov         | Dic          | Inv      | Pri      | Est      | Aut      | Anno    |
| -------------------------------- | ------------ | ------------ | ------------ | ----------- | ----------- | ----------- | ----------- | ----------- | ----------- | ----------- | ----------- | ------------ | -------- | -------- | -------- | -------- | ------- |
| T. max. media (°C)               | −0,5         | −0,2         | 4,1          | 10,9        | 16,9        | 20,4        | 24,2        | 25,6        | 22,3        | 15,9        | 8,3         | 1,6          | 0,3      | 10,6     | 23,4     | 15,5     | 12,5    |
| T. media (°C)                    | −3,1         | −2,7         | 0,8          | 6,5         | 12,1        | 16,0        | 20,2        | 21,7        | 18,1        | 11,8        | 4,9         | −1,1         | −2,3     | 6,5      | 19,3     | 11,6     | 8,8     |
| T. min. media (°C)               | −5,8         | −5,7         | −2,4         | 2,6         | 7,9         | 12,5        | 17,1        | 18,4        | 14,3        | 7,9         | 1,6         | −3,8         | −5,1     | 2,7      | 16,0     | 7,9      | 5,4     |
| T. max. assoluta (°C)            | 11,0 (2009)  | 12,1 (2010)  | 16,9 (1997)  | 27,6 (1998) | 30,2 (2019) | 31,9 (2021) | 36,2 (2021) | 34,9 (2000) | 33,6 (2012) | 25,7 (2018) | 21,8 (2003) | 15,2 (1954)  | 15,2     | 30,2     | 36,2     | 33,6     | 36,2    |
| T. min. assoluta (°C)            | −18,0 (1954) | −17,2 (1978) | −14,1 (1970) | −6,4 (1964) | 0,0 (1980)  | 4,5 (1981)  | 9,0 (1951)  | 8,9 (1971)  | 2,6 (1964)  | −1,4 (1955) | −9,1 (1971) | −13,5 (1952) | −18,0    | −14,1    | 4,5      | −9,1     | −18,0   |
| Giorni di calura (Tmax ≥ 30 °C)  | 0,0          | 0,0          | 0,0          | 0,0         | 0,0         | 0,1         | 1,6         | 2,9         | 0,6         | 0,0         | 0,0         | 0,0          | 0,0      | 0,0      | 4,6      | 0,6      | 5,2     |
| Giorni di gelo (Tmin ≤ 0 °C)     | 30,4         | 27,4         | 24,4         | 4,2         | 0,0         | 0,0         | 0,0         | 0,0         | 0,0         | 0,0         | 9,7         | 27,4         | 85,2     | 28,6     | 0,0      | 9,7      | 123,5   |
| Giorni di ghiaccio (Tmax ≤ 0 °C) | 17,4         | 13,9         | 4,2          | 0,0         | 0,0         | 0,0         | 0,0         | 0,0         | 0,0         | 0,0         | 1,1         | 10,8         | 42,1     | 4,2      | 0,0      | 1,1      | 47,4    |
| Precipitazioni (mm)              | 138,1        | 106,6        | 87,3         | 56,4        | 53,7        | 55,6        | 93,6        | 131,3       | 131,7       | 123,0       | 152,4       | 151,9        | 396,6    | 197,4    | 280,5    | 407,1    | 1 281,6 |
| Giorni di pioggia                | 22,8         | 18,6         | 16,1         | 10,0        | 9,0         | 7,4         | 8,3         | 9,6         | 11,3        | 14,1        | 18,1        | 21,7         | 63,1     | 35,1     | 25,3     | 43,5     | 167,0   |
| Nevicate (cm)                    | 157          | 130          | 80           | 7           | 0           | 0           | 0           | 0           | 0           | 0           | 36          | 142          | 429      | 87       | 0        | 36       | 552     |
| Giorni di neve                   | 23,0         | 19,1         | 15,7         | 2,5         | 0,0         | 0,0         | 0,0         | 0,0         | 0,0         | 0,1         | 6,3         | 19,8         | 61,9     | 18,2     | 0,0      | 6,4      | 86,5    |
| Giorni di nebbia                 | 0,2          | 0,1          | 0,3          | 0,3         | 0,8         | 0,9         | 1,5         | 0,1         | 0,0         | 0,0         | 0,0         | 0,2          | 0,5      | 1,4      | 2,5      | 0,0      | 4,4     |
| Umidità relativa media (%)       | 71           | 70           | 66           | 64          | 69          | 78          | 81          | 78          | 73          | 69          | 69          | 71           | 70,7     | 66,3     | 79       | 70,3     | 71,6    |
| Ore di soleggiamento mensili     | 63,5         | 78,2         | 128,8        | 175,5       | 200,6       | 170,4       | 163,3       | 167,7       | 159,8       | 139,7       | 79,6        | 59,0         | 200,7    | 504,9    | 501,4    | 379,1    | 1 586,1 |
| Pressione a 0 metri s.l.m. (hPa) | 1 009,8      | 1 010,4      | 1 009,7      | 1 008,7     | 1 007,3     | 1 005,8     | 1 005,1     | 1 006,7     | 1 010,1     | 1 012,5     | 1 012,5     | 1 010,7      | 1 010,3  | 1 008,6  | 1 005,9  | 1 011,7  | 1 009,1 |
| Tensione di vapore (hPa)         | 3,5          | 3,6          | 4,4          | 6,2         | 9,7         | 14,1        | 19,1        | 20,4        | 15,3        | 9,7         | 6,2         | 4,1          | 3,7      | 6,8      | 17,9     | 10,4     | 9,7     |
| Vento (direzione-m/s)            | WSW 3,3      | WSW 3,3      | WSW 3,2      | SW 2,8      | SW 2,4      | ENE 2,0     | ENE 1,9     | SW 2,0      | SW 2,4      | SW 2,8      | WSW 3,2     | WSW 3,5      | 3,4      | 2,8      | 2,0      | 2,8      | 2,7     |

## Amministrazione

### Gemellaggi
- Nachodka
- Cholmsk
- Dunedin